# MasterChef All Stars Italia (prima edizione)
La prima edizione del talent show culinario MasterChef All Stars Italia, composta da 4 puntate e 8 episodi, è andata in onda dal 20 dicembre 2018 al 10 gennaio 2019 su Sky Uno. L'edizione vede il ritorno di 16 tra i migliori cuochi delle 7 precedenti edizioni del programma. I giudici fissi sono Bruno Barbieri e Antonino Cannavacciuolo mentre per il terzo giudice seguono a rotazione Joe Bastianich, Antonia Klugmann, Iginio Massari e Giorgio Locatelli. Lo show è prodotto da Endemol Shine. L'edizione è replicata in chiaro dal 27 marzo al 17 aprile 2019 su TV8. 
A risultare vincitore è Michele Cannistraro, ottavo classificato nella terza edizione di MasterChef Italia. Con la vittoria ha devoluto 100.000 euro all’associazione Liberamensa, che si occupa di offrire opportunità di reintegro ai detenuti del carcere di Torino, e ne firmerà il menù. Nonostante questo, Liberamensa chiude nel gennaio 2020.
Inoltre, come per MasterChef Italia, la radio partner del programma è RTL 102.5.

## Concorrenti
| Nome                        | Età | Edizione originale | Posizione nell' edizione originale | Posizione | Prove vinte |
| --------------------------- | --- | ------------------ | ---------------------------------- | --------- | ----------- |
| Michele Cannistraro         | 41  | MC3                | 8º                                 | 1º        | 4           |
| Rubina Rovini               | 37  | MC5                | 7º                                 | 2º        | 3           |
| Simone Finetti              | 29  | MC4                | 8º                                 | 2º        | 4           |
| Giuseppe "Danny" D'Annibale | 38  | MC1                | 5º                                 | 4º        | 2           |
| Maradona Youssef            | 31  | MC5                | 4º                                 | 5º        | 4           |
| Ivan Iurato                 | 42  | MC2                | 4º                                 | 6º        | 2           |
| Alida Gotta                 | 28  | MC5                | 2º                                 | 7º        | 2           |
| Maurizio Rosazza Prin       | 40  | MC2                | 2º                                 | 8º        | 1           |
| Alberto Menino              | 24  | MC7                | 3º                                 | 9º        | 1           |
| Almo Bibolotti              | 44  | MC3                | 2º                                 | 10º       | 1           |
| Paola Galloni               | 45  | MC2                | 7º                                 | 11º       | 1           |
| Daiana Cecconi              | 59  | MC2                | 6º                                 | Top 16    | 0           |
| Anna Lupi                   | 56  | MC1                | 10º                                | Top 16    | 0           |
| Loredana Martori            | 40  | MC6                | 5º                                 | Top 16    | 0           |
| Dario Baruffa               | 32  | MC5                | 6º                                 | Top 16    | 0           |
| Marika Elefante             | 34  | MC2                | 5º                                 | Top 16    | 0           |

### Tabella delle eliminazioni
|             | 1                | 1                | 2                 | 2                 | 3                    | 3                    | 4                       | 4                       |
| Mystery Box | Danny Alida Ivan | Danny Alida Ivan | Alida Rubina Almo | Alida Rubina Almo | Simone Danny Michele | Simone Danny Michele | Maradona Rubina Michele | Maradona Rubina Michele |
| Michele     | PRIMI 11         | SALVO            | PRIMO             | PRIMI 4           | ULTIMI 3             | ULTIMI 5             | FINALISTA               | VINCITORE               |
| Rubina      | PRIMI 11         | SALVA            | SALVA             | ULTIMI 5          | SALVA                | PRIMA                | PRIMA                   | SECONDA                 |
| Simone      | PRIMI 11         | ULTIMI 3         | SALVO             | PRIMI 4           | PRIMO                | ULTIMI 5             | FINALISTA               | SECONDO                 |
| Danny       | PRIMI 11         | SALVO            | ULTIMI 3          | ULTIMI 5          | SALVO                | ULTIMI 5             | ELIMINATO               |                         |
| Maradona    | PRIMI 11         | PRIMO            | SALVO             | PRIMI 4           | SALVO                | ULTIMI 5             | ELIMINATO               |                         |
| Ivan        | PRIMI 11         | SALVO            | SALVO             | PRIMI 4           | ULTIMI 3             | ELIMINATO            |                         |                         |
| Alida       | PRIMI 11         | ULTIMI 3         | SALVA             | ULTIMI 5          | ELIMINATA            |                      |                         |                         |
| Maurizio    | PRIMI 11         | SALVO            | ULTIMI 3          | ELIMINATO         |                      |                      |                         |                         |
| Alberto     | PRIMI 11         | SALVO            | SALVO             | ELIMINATO         |                      |                      |                         |                         |
| Almo        | PRIMI 11         | SALVO            | ELIMINATO         |                   |                      |                      |                         |                         |
| Paola       | PRIMI 11         | ELIMINATA        |                   |                   |                      |                      |                         |                         |
| Daiana      | ELIMINATA        |                  |                   |                   |                      |                      |                         |                         |
| Anna        | ELIMINATA        |                  |                   |                   |                      |                      |                         |                         |
| Loredana    | ELIMINATA        |                  |                   |                   |                      |                      |                         |                         |
| Dario       | ELIMINATO        |                  |                   |                   |                      |                      |                         |                         |
| Marika      | ELIMINATA        |                  |                   |                   |                      |                      |                         |                         |

## Dettaglio delle puntate

### Prima puntata
Data: giovedì 20 dicembre 2018

#### Episodio 1
Partecipanti: Alberto, Alida, Almo, Anna, Daiana, Danny, Dario, Ivan, Loredana, Maradona, Marika, Maurizio, Michele, Paola, Rubina e Simone.
In questo episodio i 16 concorrenti delle passate edizioni devono preparare un loro piatto e presentarlo alla cieca ai giudici. Se essi lo giudicheranno positivamente la porta si aprirà, altrimenti la gara è finita. 
- Piatti approvati: Quel bacio in Sicilia (Maradona); Sud, Sud (Rubina); Risotto alla bufala (Maurizio); Giardino vittoriano (Danny); Tra intuizione e razionalità (Alberto); Tonno scottato in salsa di cocco (Paola); Cappelletto terra e mare (Simone); Sunset Boulevard (Alida); Dietro lo scoglio (Ivan); Sempreverde, evergreen (Michele); Spaghetti all'assassina (Almo).
- Piatti non approvati: Che cavolo di gambero! (Marika); Anatra thai style 2.0 (Dario); Il quinto quarto e il sorriso di nonno (Loredana); Il mio percorso (Anna); Verso il mare attraverso il cuore (Daiana).

#### Episodio 2
Partecipanti: Alberto, Alida, Almo, Danny, Ivan, Maradona, Maurizio, Michele, Paola, Rubina e Simone.
- Mystery Box
  - Tema: Il loro piatto peggiore. I concorrenti devono cucinare il piatto che hanno cucinato male durante il loro percorso a MasterChef.
  - Piatti migliori: Tigre contro tigri (Alida), Filetto di fassona alla torinese (Danny), Crema di fagioli con soppressa e schie (Ivan).
  - Vincitore: Danny.
- Invention Test
  - Tema: Reinventare la pasta. I concorrenti devono cucinare un determinato tipo di pasta trasformandolo in un antipasto, secondo o dessert.
  - Ospite: La chef Viviana Varese.
  - Proposte: Quattro tipi di pasta tra lasagne, cannelloni, capelli d'angelo e pasta mista. Danny ha il vantaggio di assegnare a ciascun concorrente il tipo di pasta da reinventare e assegna le lasagne a Paola, i cannelloni a Michele e Ivan, i capelli d'angelo a sè stesso, Simone, Rubina e Maradona e la pasta mista a Maurizio, Almo, Alida e Alberto.
  - Piatto migliore: Uovo fondente in crosta (Maradona).
  - Piatti peggiori: Secret garden (Alida), Tartare di gamberi con lasagna fritta (Paola), Torta tagliolino 2.0 (Simone).
  - Eliminata: Paola.

### Seconda puntata
Data: giovedì 27 dicembre 2018

#### Episodio 3
Partecipanti: Alberto, Alida, Almo, Danny, Ivan, Maradona, Maurizio, Michele, Rubina e Simone.
- Mystery Box
  - Tema: Cucinare un piatto con cuore di vitello e rapa bianca, due ingredienti legati alla crescita professionale di Antonia Klugmann. Dopo 10 minuti, i concorrenti si scambiano di postazione con il concorrente che hanno a loro fianco, tranne Maradona, vincitore del precedente Invention Test.
  - Piatti migliori: Cambio cuore (Rubina), Cuore di vitello su vellutata di rapa (Almo), Love is a sweet poison (Alida).
  - Vincitore: Alida.
- Invention Test
  - Tema: I panini gourmet. I concorrenti devono preparare un panino gourmet.
  - Ospite: Lo chef Mauro Uliassi.
  - Proposte: Tre tipi di ingredienti tra alici, maiale e trippa di baccalà. Alida sceglie la trippa di baccalà.
  - Panino migliore: 125 (Michele).
  - Panini peggiori: Trippa bum bum (Maurizio), Gulliver (Almo), C'è trippa per galli (Danny).
  - Eliminato: Almo. Maurizio va direttamente al Pressure Test.

#### Episodio 4
Partecipanti: Alberto, Alida, Danny, Ivan, Maradona, Michele, Rubina e Simone.
- Prova in Esterna
  - Sede: Francia, saline di Camargue.
  - Ospiti: 100 saunier.
  - Tema: Cucinare il caviale di sale
  - Squadra blu: Rubina (caposquadra), Danny, Alida, Alberto.
  - Squadra rossa: Michele (caposquadra), Maradona, Simone, Ivan.
  - Piatti del menù: Ostriche alle due spume con scalogni al sale della Camargue, Spaghettoni con telline e salsa tapenade, Luccio in crosta di sale con salsa bernese (squadra blu), Tartare di toro con salsa aioli, Risotto con tomino di capra e anchoiade, Tagliata di toro con sale di Camargue (squadra rossa).
  - Vincitori: squadra rossa.
- Pressure Test
  - Sfidanti: Alberto, Alida, Danny, Rubina e Maurizio. I giudici chiedono alla brigata perdente di scegliere un membro che parteciperà al pressure solo dalla seconda prova (insieme a Maurizio e ai perdenti della prima), perdendo una possibilità di salvarsi, e questa sceglie Alberto.
  - Prima prova: Indovinare il maggior numero di ingredienti a occhi bendati solo assaggiandoli (si salva Danny).
  - Seconda prova: Cucinare un piatto in 20 minuti con gli ingredienti indovinati da Alida, Danny e Rubina (si salvano Alida e Rubina).
  - Eliminati: Alberto e Maurizio.

### Terza puntata
Data: giovedì 3 gennaio 2019

#### Episodio 5
Partecipanti: Alida, Danny, Ivan, Maradona, Michele, Rubina e Simone.
- Mystery Box
  - Tema: Cucinare i casoncelli alla bresciana, piatto d'infanzia del pasticcere Iginio Massari, incorporando un ingrediente disturbatore portato da alcuni ex concorrenti di MasterChef. Alida pesca il cacao amaro di Letizia (MC2), Ivan l'uva di Franciacorta di Lucia (MC5), Danny il coriandolo di Rachida (MC3), Michele il curry di Italo (MC7), Rubina le cozze pelose di Mariangela (MC6), Maradona le spugnole di Chiara (MC4) e Simone lo sciroppo di glucosio di Federico (MC1).
  - Piatti migliori: Jasmine (Danny e Rachida), Casoncelli di Goa (Michele e Italo) e Casoncelli anche di mia nonna (Simone e Federico)
  - Vincitore: Simone.
- Invention Test
  - Tema: Le erbe aromatiche.
  - Proposte: Cucinare un piatto con le erbe aromatiche. Simone sceglie la pianta per sé e per gli altri concorrenti. Simone sceglie per sé la lavanda per Rubina l'incenso, per Alida l'elicriso, per Danny l'assenzio, per Michele il dragoncello, per Ivan la acedrina e per Maradona l'erba ostrica.
  - Piatto migliore: Gnocchetti alla lavanda (Simone)
  - Piatti peggiori: Quaglia in doppia cottura (Michele), Scorfano su chutney di albicocche (Ivan), F-Empire (Alida)
  - Eliminata: Alida. Ivan va direttamente al Pressure Test.

#### Episodio 6
Partecipanti: Danny, Maradona, Michele, Rubina e Simone.
- Prova in Esterna
  - Sede: Alta Badia, Trentino-Alto Adige. Ristorante Rosa Alpina.
  - Tema: La cucina dello chef tre stelle Michelin Norbert Niederkofler. I concorrenti devono replicare i piatti dello chef. Simone, in quanto vincitore dell'Invention test, ha il vantaggio di scegliere il piatto che desidera replicare, mentre chef Niederkofler assegnerà gli altri piatti a suo piacimento.
  - Piatti proposti: Lumache con prezzemolo e aglio fermentato (Danny), Anguilla cotta alla brace, camomilla di montagna e salsa soia con lenticchie (Maradona), Risotto con glauchese (Michele), Agnello con animelle e ciliegie (Simone) e Tarte tatin con gelato alla vaniglia (Rubina)
  - Vincitore: Rubina.
- Pressure Test
  - Sfidanti: Danny, Ivan, Maradona, Michele e Simone.
  - Prima prova: Cucinare la crema pasticcera in 20 minuti (si salva Michele).
  - Seconda prova: Preparare la meringa all'italiana in 20 minuti (si salva Maradona).
  - Terza prova: Preparare un semifreddo con la crema pasticcera e la meringa all'italiana in 40 minuti (si salvano Danny e Simone)
  - Eliminato: Ivan

### Quarta puntata
Data: giovedì 10 gennaio 2019

#### Episodio 7 (Semifinale)
Partecipanti: Danny, Maradona, Michele, Rubina e Simone.
- Mystery Box
  - Tema: 6 ingredienti scelti da giudici di MasterChef All Stars che saranno cucinati con un metodo di cottura a scelta tra oliocottura, sottovuoto in forno a vapore, piastra, marinatura, frittura e bollitura. Joe Bastianich ha scelto la patata, Antonino Cannavacciuolo l'uovo, Bruno Barbieri il cervello, Iginio Massari il cioccolato fondente, Antonia Klugmann il carciofo e Giorgio Locatelli il gambero rosso di Mazara del Vallo.
  - Piatti migliori: Usa il cervello (Michele), I fantastici sei (Rubina), Il nido è tutto (Maradona)
  - Vincitore: Maradona.
- Invention Test
  - Tema: Replicare i piatti dei vincitori di MC1 (Spyros), MC4 (Stefano), MC5 (Erica), MC6 (Valerio) e MC7 (Simone).
  - Proposte: Maradona in quanto vincitore della Mystery Box ha scelto per sé Un po' lenta di Simone Scipioni, per Rubina Ultra istinto di Valerio Braschi, per Michele Il viaggio di Spyros Theodoridis, per Danny Consistenze tra terra e mare di Stefano Callegaro e per Simone Ricordo di un giovedì di Erica Liverani.
  - Vincitore: Rubina.
  - Eliminati: Danny e Maradona.

#### Episodio 8 (Finale)
Partecipanti: Michele, Rubina e Simone.
- Ristorante di MasterChef
  - Menù degustazione Sempre al limite di Michele: I posti della mia vita, Preciso!, Come a casa, Il cannibale, Finiamo col mojito.
  - Menù degustazione L'orizzonte dentro casa di Rubina: Profumo di vanità, Luce, Non fa un pilè, Le mie terre, Bosco e giardini fra generazioni.
  - Menù degustazione Gusteau di Simone: Acido, Amaro, Sapido, Dolce, Equilibrio.
  - Vincitore della prima edizione di MasterChef All Stars Italia: Michele Cannistraro.

## Ascolti
| Puntata | Episodio | Sky Uno          | Sky Uno        | Sky Uno | Sky Uno |
| Puntata | Episodio | Messa in onda    | Telespettatori | Share   | Fonte   |
| ------- | -------- | ---------------- | -------------- | ------- | ------- |
| 1       | 1        | 20 dicembre 2018 | 508 000        | 2,10%   | [ 2 ]   |
| 1       | 2        | 20 dicembre 2018 | 491 000        | 2,40%   | [ 2 ]   |
| 2       | 3        | 27 dicembre 2018 | 518 000        | 2,10%   | [ 3 ]   |
| 2       | 4        | 27 dicembre 2018 | 533 000        | 2,60%   | [ 3 ]   |
| 3       | 5        | 3 gennaio 2019   | 588 000        | 2,30%   | [ 4 ]   |
| 3       | 6        | 3 gennaio 2019   | 522 000        | 2,70%   | [ 4 ]   |
| 4       | 7        | 10 gennaio 2019  | 719 000        | 2,70%   | [ 5 ]   |
| 4       | 8        | 10 gennaio 2019  | 644 000        | 3,10%   | [ 5 ]   |